# Iglesia de la Resurrección del Señor (San Donato di Lecce)
La iglesia de la Resurrección del Señor es la iglesia parroquial de San Donato di Lecce, en la provincia de Lecce y archidiócesis de Otranto formando parte del vicariato de Calimera.

## Historia
Del informe de la visita pastoral de 1608 del arzobispo de Otranto Lucio de Morra nos enteramos de que la antigua capilla de San Donato se encontraba en muy mal estado y que era insuficiente para satisfacer las necesidades de los feligreses, con lo que estos organizaron una recaudación de fondos para financiar su reconstrucción, que comenzó dos años después, en 1610. Es de suponer que se completó en 1704, fecha indicada en una inscripción en la fachada.
A principios del siglo XX la iglesia parroquial sufrió una ampliación que afectó a la zona del presbiterio y el ábside. En 1975 se realizó la intervención de adecuación litúrgica según las normas posconciliares, durante la cual se añadió el ambón y el altar frente a la asamblea.

## Descripción

### Exterior
La fachada saliente de la iglesia, que mira al noroeste, está dividida por una hilera de cuerdas en dos registros, ambos marcados por pilastras corintias, el inferior presenta centralmente el portal de entrada, coronado por la estatua de San Donato, y a los lados dos nichos que albergan los simulacros que representan a los santos Pedro y Pablo, mientras que el superior se caracteriza por una ventana y coronado por el tímpano triangular roto.
Adosado a la iglesia parroquial se encuentra el campanario, que cuenta con dos ventanas ojivales de medio punto en cuyo interior se alojan las campanas.

### Interno
El interior del edificio, de planta de cruz latina, se compone de una sola nave, presidida por los brazos del crucero y las capillas laterales, introducidas por arcos de medio punto, y cuyos muros están jalonados por pilastras con capiteles corintios que sostienen el entablamento moldurado y saliente sobre el que se sitúan las bóvedas de cañón, al fondo se encuentra el presbiterio, elevado por unos escalones y cerrado por el ábside semicircular.
Aquí se conservan varias obras valiosas, entre ellas los dos lienzos que representan a la Virgen de Constantinopla y a San Donato, el altar de los santos Oronzo, Giusto y Fortunato, adornado con estatuas que representan a los tres santos, el simulacro de madera con el tema de Cristo muerto y el majestuoso Crucifijo colocado detrás del altar mayor.